# Pullulan
Pullulan ist ein natürliches, wasserlösliches lineares Polysaccharid, das aus Maltotriose-Einheiten besteht. Drei Glucose-Einheiten der Maltotriose sind durch α-1,4-glycosidische Verbindungen miteinander verbunden, während aufeinanderfolgende Maltotriose-Einheiten durch α-1,6-Verbindungen zusammenhängen. Die Molmasse der Polymere liegt zwischen 10.000 und 400.000 Dalton. Pullulan wird mithilfe des Pilzes Aureobasidium pullulans aus Stärke und Zucker produziert.
Verschiedene Bakterien wie etwa Klebsiella-Arten besitzen Enzyme, die Pullulanasen, mit denen sie Pullulan spalten und als Kohlenstoffquelle nutzbar machen können.

## Verwendung
Pullulan ist ein essbares, normalerweise geschmackloses Polymer, daher ist die Herstellung von essbaren Filmen/Coatings die hauptsächliche industrielle Verwendung. Da es durch die im Speichel enthaltenen Amylasen nicht spaltbar ist, wird es nicht verdaut und vom Körper wieder ausgeschieden. Auch als cellophanähnliche Verpackungsfolien findet Pullulan vor allem in Japan Verwendung für Lebensmittelverpackungen. Marktführer ist die japanische Firma Hayashibara.